# Bulbophyllum macrochilum
Bulbophyllum macrochilum är en orkidéart som beskrevs av Robert Allen Rolfe. Bulbophyllum macrochilum ingår i släktet Bulbophyllum och familjen orkidéer. Inga underarter finns listade i Catalogue of Life.